# Anej Sosic
Anej Sosic, slovenski igralec in maneken ter nekdanji glasbenik, *13. oktober 1995.
Najbolj znan je kot prvi moški slovenski maneken, ki je sodeloval s Calvin Klein. Pojavil se je v mnogih svetovnih modnih revijah, kot npr. Vogue, Elle, L'Officiel Hommes, Cosmopolitan. 
Anej je trenutno uvrščen in potrjen na strani models.com.

## Kariera

### Manekenstvo
Zastopajo ga agencije Major Models (New York), Two Model Management (LA, Copenhagen) ter Ave Management (Singapur).
Leta 2012 ga je odkril modni agent na ulici in mesec za tem se je preselil v Milano. Tam je delal za Pierre Balmanin, John Galliano, Valentino, Prada ... Kmalu se je preselil v Pariz, potem pa še v London in New York. Bil je tudi obraz lepotne naslovnice revije L'Officiell (Middle East).

### Igralstvo
Anej je igral v številnih glasbenih spotih ter reklamah. Proti koncu leta 2019 je pričel sodelovati z LA Factory Film, ameriško-italijansko produkcijsko hišo. Svoj prvi film (Noir) je posnel v Rimu, Italiji. Premiero je pričakovati v začetku 2021.